# Noordse mythologie van A tot Z

## A
Aegir - Aesir - Æsir - Ægir - Ägir - Alfheim - Alfheimr - Álfheimr - Algemeen overzicht Germaanse goden - Áli - Audhumla - Alfadir - Alvader - Alven - Alvis (mythologie) - Alvíssmál - Alwijs - Angrboða - Angrboda - Angerboda - Ásatrú - Asen - Asin - Ásynja - Asgard - Ask - Ask en Embla - Auðhumla - Aurgelmir - Austri -  Axis mundi

## B
Baldr - Balder - Baldur - Baldrs draumar - Ban van de Ring - Beowulf - Bergelmir - Berserkers - Bestla - Bifrost - Bilskirnir - Bölthorn - Bolþorn - Borr - Bragi - Breidablik- Brisingamen - Brísingamen - Brisingen - Brokk - Brokkr - Bron van Mímir - Bron van Urd - Bur - Buri - Byleist

## D
Dáinn - Dökkálfar - Draupnir - Georges Dumézil - Duneyrr - Duraþrór - Durathror - Dvalinn - Dwergen

## E
Edda - Einherjar - Eir - Eitr - Eitri - Elf (mythologie) - Embla

## F
Fafnir - Farbauti - Feki - Fenrir - Fensalir - Fimbulvetr - Fjorgyn - Folkvangr - Fòlkvangr - Folkwang - Fornjótr - Foseti - Fosite - Frea - Freyr - Freya - Freyja - Freyr - Fricka - Frigg - Frigga - Frija - Fro - Fulla

## G
Garmr - Gastropnir - Gefion - Gefjon - Gefjun - Geirröd - Germaanse goden - Germaanse mythologie- Germaans scheppingsverhaal - Georges Dumézil - Gerd - Gerdr - Gerðr - Geri - Gilling - Gimlé - Ginnungagap - Gjall - Gjallarhoorn - Gladsheimr - Gleipnir - Glitnir - Gná - Gnipahellir - Godenschemering - Grauwbaard - Grímnir - Grimnismal - Grímnismál - Gudrun - Gullinbursti - Gunger - Gungnir - Gunnlod - Guodan - Gymir

## H
Har - Harbard - Hárbarð - Hávamál - Heidrun - Heiðrun - Heimdall - Heimdallr - Hel (godin) - Helblindi - Helheim - Himinbjörg - Himthusen - Hjell - Hlidskjalf - Hlidskjálf - Hlín - Hnoss - Hod - Hodr - Hödr - Höðr - Hodur - Hœnir - Honir - Hrimthur - Hrod - Hrungnir - Hugin - Hvergelmir - Hwergelir - Hymiskviða - Hymir

## I
Idavoll - Iduna - Iðunn

## J
Jafnhar - Jarnsaxa - Joelfeest - Jord - Jörd - Jorgmungandr - Joten - Jotnar - Jotun - Jötun - Jotenheim - Jotunheim - Jötunheim - Jotunheimr - Jötunheimr

## K
Kari - Kosmogonie - Krølle-Bølle - Kvasir

## L
Laufey - Lichtelfen - Lichtelfenheim - Lif - Lifthrasir - Ljòsálfar - Ljossalfheimr - Lofn - Lokasenna - Loke - Loki - Loptr

## M
Mede - Midgard - Miðgarðr - Midgaardslang - Mímir - Mímisbrunnr - Mjolnir - Mjölnir - Mjollnir - Modi - Munin - Muspelheim - Muspellheim - Múspellsheimr

## N
Naglfar - Nanna - Narfi - Narve - Nástrond - Nibelungenlied - Nidavellir - Nidhogg - Nidhöggr - Niflheim - Niflheimr - Niflhel - Njord - Norðri - Njördr - Nóatún - Noordse kosmogonie - Noordse kosmologie - Noordse mythologie - Norn

## O
Od - Oden - Odin - Óðinn - Odinsvraag - óðr - Oudnoords - Oudnoors - Olvaldi

## R
Ragnarok - Ragnarök - Ragnarokr - Ragnarökr - Ragnarøkr - Ragnarøkkr - Ratatosk - Ratatoskr - Reuzen - Rígsþula - Rijpreus - Rind - Rindr - Ruisende Ketel - Runen -

## S
Sága - Sessrumnir - Sif- Sigyn - Sindri - Sjöfn- Skadi (godin) - Skaði - Skáldskaparmál - Skirnismál - Skírnismál - Sleipnir - Snorri Sturluson - Snotra - Sól - Suðri Surt (mythologie) - Surtr - Suttung - Svadilfari - Svartalfer - Svartálfar - Svartalfheim - Svartálfheim - Syn

## T
Thidi - Thjazi - Thor - Thór - Thrudgelmir - Þrymr - Thursen - Thursen en Joten - Tīwaz - Torque - Tyr - Týr - Þrymskviða - Þrýmskviða

## U
Ullr - Urd - Urdr - Útgard

## V
Vafthrudnir - Vafþrúðnismál - Valaskjálf - Valhöll - Vali - Váli - Vanaheim - Vanaheimr - Vanen - Vanir - Vár - Vé (god) - Vé (heiligdom) - Vegtam - Vegtamskviða - Verdandi - Vestri - Vidar - Vidi - Vigridvlakte - Vikingen - Vili - Vingólf - Völuspá - Volva - Vör - Vorstreus

## W
Wafthrudnir - Walhalla - Walkure - Wanaheim - Wanen - Werdandi - Wolwa

## Y
Ydalir - Yggdrasil - Yggdrasill - Ymir - Ýmir

## Z
Mythologie van A tot Z · Categorie